# Saarinen (sjö i Kuopio, Norra Savolax)
Saarinen är en sjö i kommunen Kuopio i landskapet Norra Savolax i Finland. Den är 9,2 meter djup. Arean är 35 hektar och strandlinjen är 6,7 kilometer lång. Sjön  ingår i Kymmene älvs huvudavrinningsområde.   Den ligger omkring 26 kilometer sydväst om Kuopio och omkring 310 kilometer norr om Helsingfors. 
I sjön finns ön Nuottakotasaari. 